# 櫻庭博道
櫻庭 博道（さくらば ひろみち、1969年9月25日 - ）は、北海道出身の俳優。バイ・ザ・ウェイに所属していた。桜庭博道とも表記される。
加藤浩次、山本圭壱と共に劇団東京ヴォードヴィルショー養成所「闘魂塾」の第4期生として入るが、加藤と山本は脱退して櫻庭のみが1990年に劇団に入団する。極楽とんぼが売れっ子になってからは、加藤、山本のどちらか一方と共にドラマや映画で共演する事があった。
多数の舞台、テレビドラマに出演するが2006年6月に退団。その後、バイ・ザ・ウェイに移籍した。2010年までは所属事務所のホームページにプロフィールが掲載されていたが、現在は削除されている。

## 出演

### テレビドラマ
NHK
- 黄昏流星群（1997年）
- 天うらら（1998年）
- 遠い親戚 近くの他人?（1998年）
- 物書同心いねむり紋蔵（1998年） - 宮崎新之助 役
- 御宿かわせみ（2004年）
- まっつぐ〜鎌倉河岸捕物控〜（2010年） - 用人・市岡 役

日本テレビ
- 禁じられた遊び（1995年）
- 火曜サスペンス劇場
  - 「盲人探偵・松永礼太郎 4 警察嫌い」(1995年4月18日)
  - 「指名手配 4 山形の銀山温泉 - 富士の樹海予告殺人の裏に復讐の鬼になった男女の愛」（2001年5月15日）- 山形県警尾花沢警察署課長･樋口（佐藤B作）の息子･樋口 役
- SPEED STAR（2001年4月14日）
- 平成夫婦茶碗外伝 成田家の人々（2001年）
- 愛犬ロシナンテの災難（2001年）
- 続・平成夫婦茶碗（2002年） - 陸上部顧問 役
- 幸福の王子（2003年）
- なつのひかり。（2004年2月14日）
- ナースマンがゆく（2004年）
- 彼女たちの選択（2006年）
- 曲げられない女（2010年） - レストラン店長 役

TBS
- 昨日の敵は今日も敵（1995年）
- カラス係長奮闘記 密猟（1995年）
- 愛の劇場「おひさまがいっぱい」（1996年）
- 青い鳥（1997年） - 清水昌男 役
- 理想の結婚（1997年）
- 聖者の行進（1998年）
- Sweet Season（1998年）
- 麻生一平の事件ファイル（1998年）
- あきまへんで!（1998年）
- グッドニュース（1999年）
- 魔女の条件（1999年）
- オヤジぃ。（2000年）
- 池袋ウエストゲートパーク（2000年）
- ブラック・ジャック カルテII（2001年）
- 世界で一番熱い夏（2001年）
- 愛するために愛されたい（2003年、共同テレビ）
- 白い影 新春スペシャル（2003年1月）
- 笑顔の法則（2003年） - 白井英和
- ホームドラマ!　第3話（2004年） - 智彦の友人 役
- 夫婦。 第8・9・11話（2004年）
- 幸せになりたい!（2005年）
- 3年B組金八先生 卒業スペシャル（2005年）
- 愛の劇場「ママはバレリーナ」（2005年）
- 誰よりもママを愛す　第2話（2006年）
- 熱血かあさん事件簿2（2006年）
- 高見沢響子 8 警察官の愛人が変死!!…容疑者は警官の妻!?弁護士響子を襲う謎の妨害工作!事件の陰には悲しい愛の運命が（2006年11月6日）- 氷室（春田純一）の部下 役
- Tomorrow〜陽はまたのぼる〜（2008年）
- あるがままの君でいて（2008年）

フジテレビ
- 古畑任三郎第2シーズン 第19回「VSクイズ王」（1996年2月14日）
- フェイス（1997年）- 黒部達也 役
- 傷だらけの女（1999年）
- ショカツ（2000年）
- 涙をふいて（2000年）
- 神様のいたずら（2000年）
- ラブコンプレックス（2000年）
- TEAM（2000年）
- 花村大介（2000年）
- 救命病棟24時（2001年） - 桂川耕作 役
- お水の花道（2001年）
- ロケット・ボーイ（2001年）
- ホーム&アウェイ（2002年）
- 天才柳沢教授の生活（2002年）
- 恋するトップレディ（2002年）
- 空から降る一億の星（2002年） - 山崎 役
- クニミツの政（2003年）
- マルサ!!（2003年）
- 熱烈的中華飯店（2003年）
- ダイヤモンドガール（2003年）
- ラストクリスマス（2004年）
- ディビジョン1（2004年）
- 白い巨塔（2004年）
- 八つ墓村（2004年10月1日）‐ 川瀬刑事 役
- 恋におちたら（2005年）
- 永遠の1.8秒（2007年）
- ガリレオΦ（2008年）
- ハチワンダイバー（2008年）
- 任侠ヘルパー（2009年）
- 世にも奇妙な物語
  - 「サイゴノヒトトキ」（2004年）

テレビ朝日
- 南くんの恋人スペシャル もうひとつの完結編（1995年4月10日）
- 生かし屋という男（1997年4月5日）
- 土曜ワイド劇場
  - 温泉若おかみの殺人推理 6 長崎 島原 普賢岳 宿泊客の中に真犯人がいる!死体が嘘をついた理由（1997年5月3日）- 島原温泉「南風楼」板前・前村次郎 役
- 月下の棋士（2000年）
- 鉄道員/青春編（2002年1月1日）
- 松本清張没後10年記念・張込み（2002年3月2日）
- ああ探偵事務所（2004年）
- 電池が切れるまで（2004年）
- 時効警察（2006年） - 山本
- 菊次郎とさき（2007年）
- 相棒 season4 第16話「天才の系譜」（2006年2月15日）- アパートの住人・二ノ宮純平 役
- キミ犯人じゃないよね?（2008年）
- 7人の女弁護士（2008年）
- 小児救命（2008年）
- 松本清張生誕100年特別企画・疑惑（2009年）
- サラリーマン金太郎（2010年）- ジャルダンの常連客・一之瀬 役